# Uden dig
Uden dig er det tredje studiealbum af den danske sanger Jon Nørgaard, der udkom den 21. februar 2012 på Jons eget selskab U&! i samarbejde med Warner Music. Albummer er primært skrevet af Jon i samarbejde med producer Søren Mikkelsen. Uden dig var oprindeligt planlagt til at udkomme i efteråret 2011. "Dine øjne" udkom som første single fra albummet den 7. marts 2011. Andensinglen "Fester kun med mig selv", der er produceret i samarbejde med Providers udkom den 27. juni 2011. Endelig udkom "Sidste sang" som albummets tredje single den 20. februar 2012, én dag før albummets udgivelse.

## Spor
- Alle sange skrevet af Jon Nørgaard og Søren Mikkelsen.

| #   | Titel                                   | Sangskriver(e)                   | Længde |
| --- | --------------------------------------- | -------------------------------- | ------ |
| 1.  | "Dine øjne"                             | Michael Kastrup Jensen           | 5:25   |
| 2.  | "Ved siden af dig"                      | Jensen                           | 4:30   |
| 3.  | "Sidste sang"                           | Tim McEwan, Thomas Andersson     | 4:08   |
| 4.  | "Det gør ondt" (featuring Clemens)      | Björn Djupström                  | 4:05   |
| 5.  | "Slut nu"                               | Jensen                           | 4:02   |
| 6.  | "Kun en drink"                          | McEwan, Andersson                | 3:59   |
| 7.  | "Uden dig"                              | Jensen                           | 4:01   |
| 8.  | "Jeg vil ha' dig" (featuring U$O)       | Djupström                        | 4:01   |
| 9.  | "Fester kun med mig selv"               | Jeppe Federspiel, Rasmus Stabell | 4:58   |
| 10. | "Dine Øjne, Pt. II" (featuring Clemens) | Jensen                           | 2:20   |